# 3Y busz (Salgótarján)
A salgótarjáni 3Y jelzésű autóbusz a Helyi Autóbusz-állomás és a Sugár út között közlekedett, ellentétes útvonalon párjával, a 3A jelzésű busszal.
A járatot 1976-ban vezették be először. Ekkor az Északi Forduló - Eperjes telep - Síküveggyár - BRG - Rákóczi út - Északi forduló útvonalon közlekedett. Párja a 3A volt amely a 3Y-val ellentétesen járt.
A salgótarjáni tömegközlekedés 1997-es átszervezésekor az Északi fordulót átköltöztették az Állomás utca és a Rákóczi út sarkára (mai Helyi Autóbusz-állomás). A 3A és a 3Y ekkor megszűnt, helyüket a már ekkor is közlekedő 63Y és 63A buszok vették át. Előbbi a 3Y-t volt hivatott kiváltani míg a 63A a 3A-t váltotta föl.
Másodszori bevezetésére 2007 környékén került sor, a 3Y busszal együtt, ekkor a megszűnt
63Y és 63A járatok helyét vette át. A 3Y ekkor a Helyi Autóbusz-állomás - Eperjes telep - Sugár út - Csokonai út - Helyi Autóbusz-állomás míg a 3A ezzel ellentétes útvonalon járt. Megszűnésük hamar bekövetkezett, ugyanis az év végén a két járat összevonásából létrehozott 3K járat vette át a helyét.

## Külső hivatkozások
1. ↑  Az útvonaldiagramban a megállók mai nevei szerepelnek